# Badacsonytördemic, Veszprém
Badacsonytördemic  este un sat în districtul Tapolca, județul Veszprém, Ungaria, având o populație de 917 locuitori (2011). 

## Demografie
Componența etnică a satului Badacsonytördemic
     Maghiari (93,19%)
     Germani (4,86%)
     Romi (1,11%)
     Necunoscut (0,83%)
     Alții (0,83%)
Componența confesională a satului Badacsonytördemic
     Romano-catolici (58,67%)
     Fără religie (5,56%)
     Reformați (2,29%)
     Luterani (1,09%)
     Atei (1,09%)
     Necunoscută (31,3%)
Conform recensământului din 2011, satul Badacsonytördemic avea 917 locuitori. Din punct de vedere etnic, majoritatea locuitorilor (93,19%) erau maghiari, existând și minorități de germani (4,86%) și romi (1,11%). Apartenența etnică nu este cunoscută în cazul a 0,83% din locuitori.  Din punct de vedere confesional, majoritatea locuitorilor (58,67%) erau romano-catolici, existând și minorități de persoane fără religie (5,56%), reformați (2,29%), atei (1,09%) și luterani (1,09%). Pentru 31,3% din locuitori nu este cunoscută apartenența confesională.